# Первушино (Антроповский район)
Первушино — деревня в Антроповском муниципальном районе Костромской области. Входит в состав Котельниковского сельского поселения

## География
Находится в центральной части Костромской области на расстоянии приблизительно 40 км на юг-юго-запад по прямой от поселка Антропово, административного центра района.

## История
В XIX — начале XX века деревня относилась к Галичскому уезду Костромской губернии. В 1872 году здесь было учтено 13 дворов, в 1907 году —23.

## Население
Постоянное население составляло 90 человек (1872 год), 99 (1897), 94 (1907), 10 в 2002 году (русские 100 %), 7 в 2022.